# کلیشاد
کلیشاد، مرکز دهستان کلیشاد و روستایی از توابع بخش اژیه شهرستان هرند در استان اصفهان ایران است.

## جمعیت
این روستا در دهستان کلیشاد قرار دارد و براساس سرشماری عمومی نفوس و مسکن در سال ۱۳۹۵، جمعیت آن برابر با ۳۴۳ نفر (۱۰۸ خانوار) بوده‌است.